# إذخر متعرج
إذخر متعرج (الاسم العلمي:Cymbopogon flexuosus) هو نوع من النباتات يتبع جنس الإذخر من الفصيلة النجيلية.